# San Antonio Primera Fracción
San Antonio Primera Fracción är en ort i Mexiko.   Den ligger i kommunen Senguio och delstaten Michoacán de Ocampo, i den södra delen av landet, 130 km väster om huvudstaden Mexico City. San Antonio Primera Fracción ligger 2 251 meter över havet och antalet invånare är 699.
Terrängen runt San Antonio Primera Fracción är huvudsakligen kuperad, men åt nordväst är den platt. Runt San Antonio Primera Fracción är det ganska tätbefolkat, med 96 invånare per kvadratkilometer. Närmaste större samhälle är Maravatío, 18,5 km nordväst om San Antonio Primera Fracción. I omgivningarna runt San Antonio Primera Fracción växer i huvudsak blandskog.